# Коневаго Тауншип (округ Адамс, Пенсільванія)
Коневаго Тауншип (англ. Conewago Township) — селище (англ. township) в США, в окрузі Адамс штату Пенсільванія. Населення — 7875 осіб (2020).

## Демографія
Згідно з переписом 2010 року, у селищі мешкало 7085 осіб у 2669 домогосподарствах у складі 2058 родин. Було 2750 помешкань
Расовий склад населення:
| - 96,1 % — білих - 0,8 % — чорних або афроамериканців - 0,8 % — азіатів - 0,1 % — корінних американців - 1,0 % — осіб інших рас |

До двох чи більше рас належало 1,1 %. Частка іспаномовних становила 2,3 % від усіх жителів.
За віковим діапазоном населення розподілялося таким чином: 24,5 % — особи молодші 18 років, 61,0 % — особи у віці 18—64 років, 14,5 % — особи у віці 65 років та старші. Медіана віку мешканця становила 40,9 року. На 100 осіб жіночої статі у селищі припадало 93,2 чоловіків;  на 100 жінок у віці від 18 років та старших — 91,6 чоловіків також старших 18 років.
Середній дохід на одне домашнє господарство  становив 71 510 доларів США (медіана — 62 309), а середній дохід на одну сім'ю — 81 830 доларів (медіана — 73 190). Медіана доходів становила 46 733 долари для чоловіків та 35 673 долари для жінок. За межею бідності перебувало 5,2 % осіб, у тому числі 11,2 % дітей у віці до 18 років та 3,6 % осіб у віці 65 років та старших.
Цивільне працевлаштоване населення становило 3844 особи. Основні галузі зайнятості: освіта, охорона здоров'я та соціальна допомога — 20,7 %, виробництво — 17,6 %, роздрібна торгівля — 13,1 %, мистецтво, розваги та відпочинок — 9,6 %.